# 関東プロゴルフ選手権大会
関東プロゴルフ選手権大会（かんとうプロゴルフせんしゅけんたいかい）は、関東プロゴルフ協会（現在の日本プロゴルフ協会）が1931年に創設され、途中、戦争のため中断され、1990年に廃止されたプロゴルフの大会である。開催地は主に関東地方だが、北海道や東北地方のゴルフ場でも開催されていた。1990年実績賞金総額5000万円、優勝賞金900万円。

## 歴代優勝者
- 1990 中嶋常幸
- 1989 藤木三郎
- 1988 丸山智弘
- 1987 尾崎直道
- 1986 中嶋常幸
- 1985 中嶋常幸
- 1984 泉川ピート
- 1983 青木功
- 1982 青木基正
- 1981 金井清一
- 1980 矢部昭
- 1979 青木功
- 1978 青木功
- 1977 森憲二
- 1976 村上隆
- 1975 謝敏男
- 1974 青木功
- 1973 尾崎将司
- 1972 青木功
- 1971 青木功
- 1970 石井富士夫
- 1969 安田春雄
- 1968 中村寅吉
- 1967 佐藤精一
- 1966 杉本英世
- 1965 石井朝夫
- 1964  陳清波
- 1963 小野光一
- 1962 小野光一
- 1961 中村寅吉
- 1960 中村寅吉
- 1959 小野光一
- 1958 小野光一
- 1957
- 1956
- 1955
- 1954 栗原甲子男
- 1953 林由郎
- 1949 小野光一
- 1948 林由郎